# Anni 290 a.C.
Gli anni 290 a.C. sono il decennio che comprende gli anni dal 299 a.C. al 290 a.C. inclusi.

## Nati
- Tolomeo di Telmesso, nobile macedone antico († 240 a.C.)295 a.C.
- Apollonio Rodio, poeta greco antico († 215 a.C.)
- Tolomeo, militare greco antico († 272 a.C.)292 a.C.
- Apama II, principessa290 a.C.
- Alessandro, militare greco antico († 245 a.C.)
- Antigono di Caristo, scrittore e scultore greco antico

## Morti
- Tito Manlio Torquato, politico romano297 a.C.
- Cassandro, sovrano macedone antico (n. 350 a.C.)
- Filippo IV di Macedonia, sovrano macedone antico
- Candragupta Maurya, sovrano (n. 343 a.C.)295 a.C.
- Publio Decio Mure, politico e militare romano
- Diocle, medico greco antico
- Gellio Egnazio, condottiero sannita
- Menedemo di Crotone, greco antico
- Tessalonica di Macedonia (n. 342 a.C.)294 a.C.
- Alessandro V di Macedonia, sovrano macedone antico
- Antipatro II, re macedone antico
- Marsia, storico greco antico290 a.C.
- 21 dicembre - Mencio, filosofo cinese (n. 372 a.C.)
- Autolico di Pitane, matematico, astronomo e geografo greco antico (n. 360 a.C.)
- Dicearco, filosofo, geografo e cartografo siceliota (n. 350 a.C.)
- Egesia di Cirene, filosofo greco antico